# Lorenz Menz
Lorenz Menz (* 3. August 1935 in Hausen am Andelsbach, heute Gemeinde Krauchenwies, Landkreis Sigmaringen) ist ein deutscher Jurist und Politiker der CDU.
Menz studierte nach der Schule Jura an der Universität Tübingen und wurde Mitglied der KStV Alamannia im Kartellverband katholischer deutscher Studentenvereine. Ab 1962 war er in der Innenverwaltung des Landes Baden-Württemberg tätig, zunächst beim Landratsamt Tuttlingen, ab 1963 beim Oberschulamt Tübingen und ab 1965 beim Kultusministerium Baden-Württemberg.
1979 wechselte er in das Staatsministerium Baden-Württemberg, 1982 zum Ministerium für Arbeit, Gesundheit, Familie und Sozialordnung, dann zum Ministerium für Wissenschaft und Kunst und schließlich 1984 wieder zum Staatsministerium. Hier wurde er zum 1. Januar 1988 von Ministerpräsident Lothar Späth zum Staatssekretär ernannt. Er war damit nicht stimmberechtigtes Mitglied der Landesregierung von Baden-Württemberg. Dieses Amt hatte er bis 2000 auch unter Ministerpräsident Erwin Teufel inne.
Neben seiner Hauptaufgabe im Staatsministerium gehörte Menz seit 1998 dem SWR-Verwaltungsrat an und war ab 2000 dessen Vorsitzender. Von 1995 bis 2000 war er Vorstandsvorsitzender des Deutsch-Amerikanischen Zentrums. Zudem war er bis September 2018 Präsident des DRK-Landesverbandes Baden-Württemberg, bereits von 2001 bis 2010 war er Vorsitzender des DRK Kreisverbands Stuttgart. Ferner ist er Präsident des Landesmusikverbands Baden-Württemberg und war Präsident des Schwäbischen Chorverbandes (2000–2010).
Menz ist verheiratet und hat fünf Kinder.